# Dalverzin Tepe

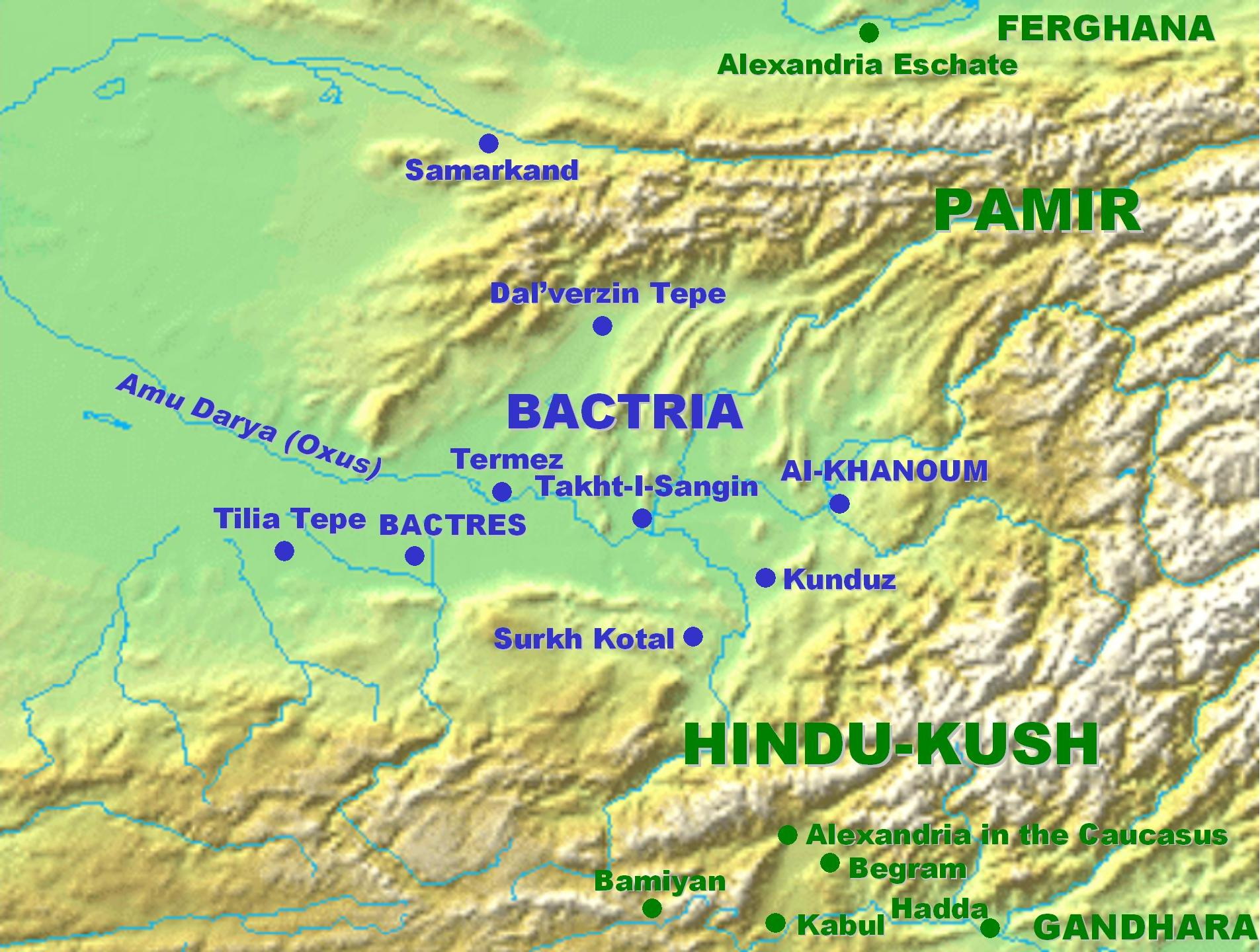
Dalverzin Tepa se encuentra en la parte norte de Bactriana.

Dalverzin Tepe es un antiguo yacimiento arqueológico fundado por el Reino grecobactriano y situado cerca de la moderna ciudad de Denov en la provincia de Surjandaria de Uzbekistán. La ciudad fue fundada en el siglo III a. C. y adquirió importancia en el periodo del Kushan, cuando se construyeron aquí dos importantes templos budistas. Dalverzin Tepe fue excavada por la famosa arqueóloga soviética Galina Pugachenkova.

## Historia
Delverzin Tepe fue un asentamiento del helenístico fundado por los grecobactrianos en el siglo III a. C. Construida en la orilla norte del río Amu Daria, originalmente era una pequeña ciudad fortificada construida en torno a una ciudadela central.
En el periodo kushán (siglos I-III d. C.), Delverzin Tepe creció y floreció bajo los kushán. Galina Pugachenkova cree que Delverzin Tepe fue la capital original del Imperio kushán. La ciudadela original se reconstruyó y las murallas se reforzaron, duplicando el grosor de las fortificaciones. De esta época destacan las grandes casas construidas alrededor de un salón central; dos templos budistas decorados con esculturas de terracota; otros dos templos dedicados a diosas locales; y un barrio de alfareros con talleres y hornos.
Delverzin Tepe cayó bajo el control de los heftalitas en los siglos V y VI. La ciudad y sus templos ya estaban en decadencia.

## Plano del yacimiento
Delverzin Tepe era una ciudad rectangular con una ciudadela en el centro y edificios dispuestos alrededor en hileras paralelas. A principios del periodo kushán, cubría un área de 650 x 500 m. La ciudad tenía diferentes zonas, cada una con un propósito diferente, incluyendo zonas administrativo-militares, residenciales, religiosas y manufactureras. Los edificios estaban hechos típicamente de ladrillos de arcilla sin cocer, con vigas de madera para sostener los techos. Las casas más grandes tenían una entrada con columnas, un vestíbulo, habitaciones para vivir y trabajar y un santuario doméstico. Un sistema de acueductos subterráneos suministraba agua a cada casa. En las afueras de la ciudad había un barrio de alfareros.

## Excavaciones arqueológicas

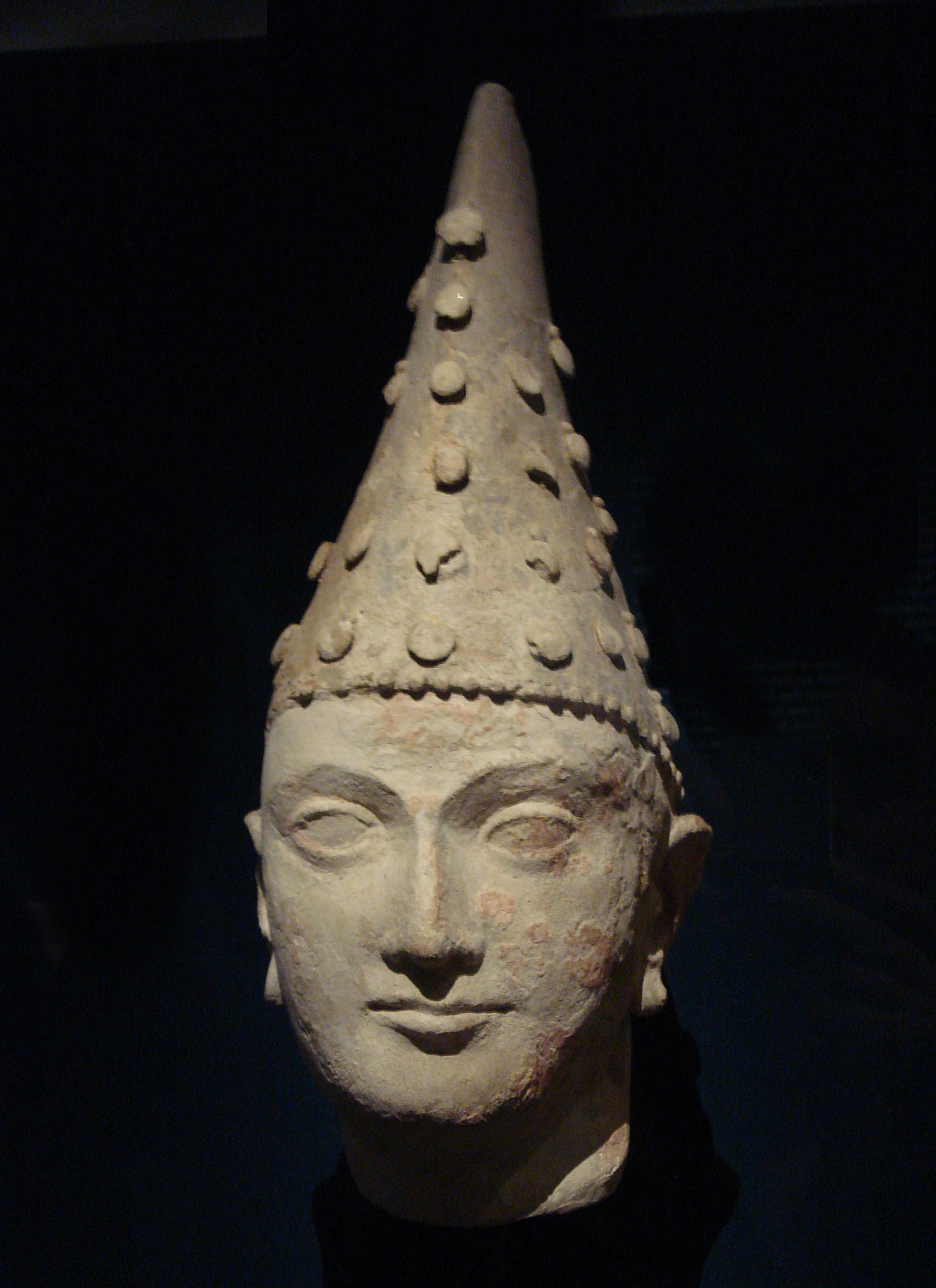
Cabeza de príncipe kushan, siglos - d. C.

Delverzin Tepe fue descubierto por el arqueólogo soviético LI Al'baum en 1949. Posteriormente, fue excavada por Galina Pugachenkova en las décadas de 1960 y 1970, y por BA Turgunov en la década de 1980.
El primer complejo budista fue excavado en 1967-68. Incluía una gran plataforma que podría haber sido la base de una estupa, rodeada por un pasillo y múltiples salas con esculturas fragmentarias de Bodhisattvas y deidades secundarias. Un segundo complejo budista fue descubierto por Turgunov. Las muestras tomadas del suelo datan este segundo templo en 320-410 d. C., pero su estructura no está clara.

### Tesoro de orosigloId.C.
En 1972 se descubrió un tesoro de oro en uno de los edificios de Dalverzin Tepe. Es el mayor tesoro de oro jamás descubierto en Asia Central, con 115 objetos que pesan 36 kilogramos en total. El tesoro está datado en el siglo I d. C., y fue enterrado a principios del siglo II. Los principales objetos son lingotes circulares y paralelepipédicos, seguidos de diversos objetos decorativos y artículos de joyería. Muchos de los lingotes llevan inscripciones en karosti que mencionan su peso y al dios Mitra (protector de las relaciones contractuales), y están relacionados con el sistema monetario del Imperio kushán. La joyería también está relacionada con el Imperio kushán, y refleja principalmente los estilos vistos en el arte greco-budista. Se encontraron gemas tanto locales como importadas, así como conjuntos completos de cerámica kushan.

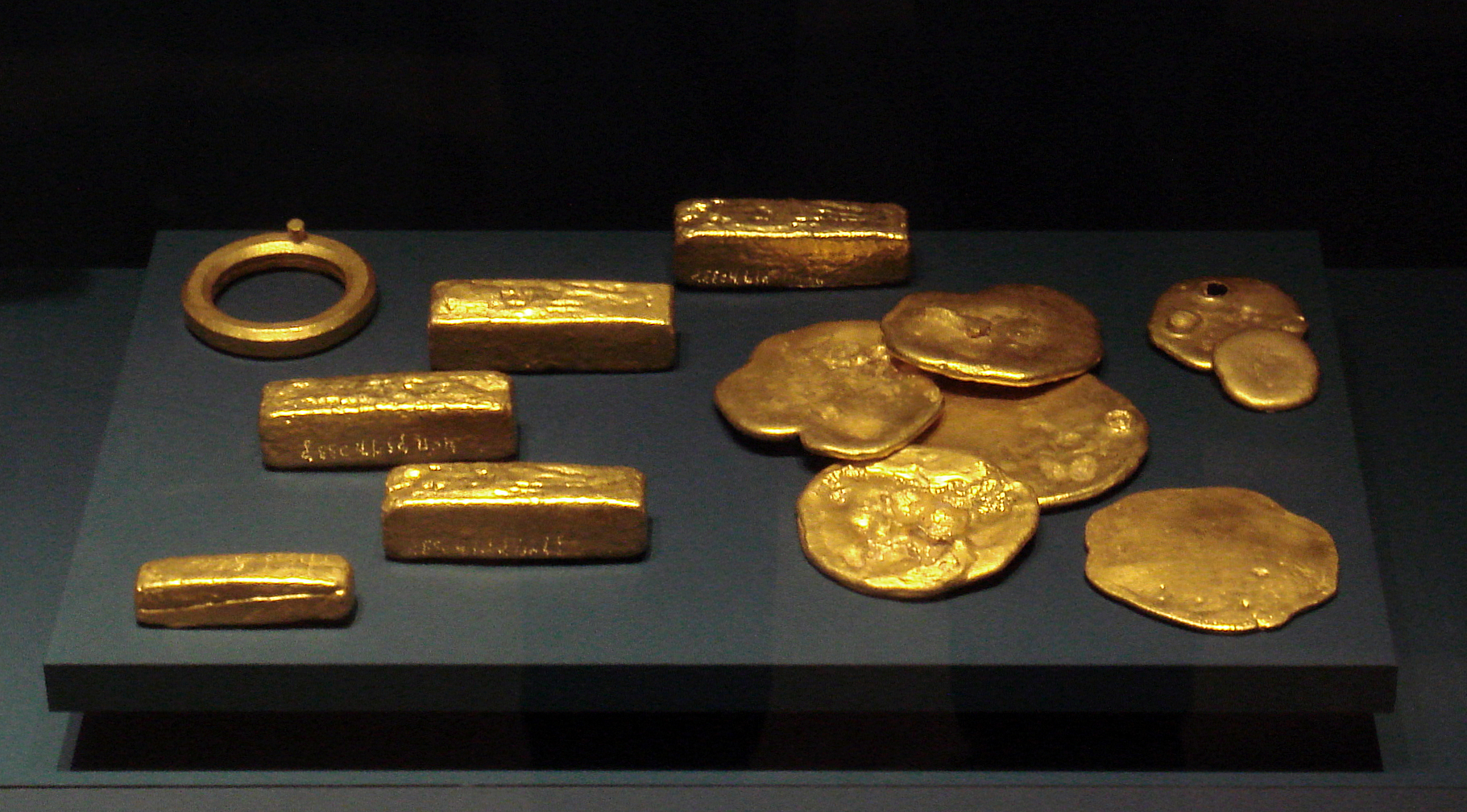
Tesoro de Dalverzin-Tepe, siglo I d. C.
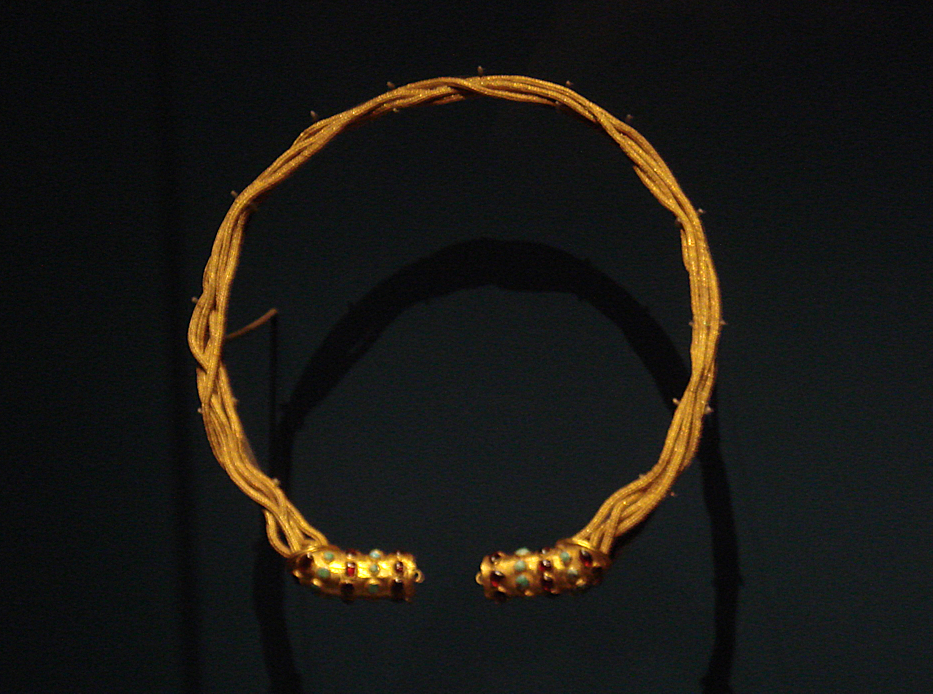
Tesoro de Dalverzin-Tepe (torque), siglo I d. C.
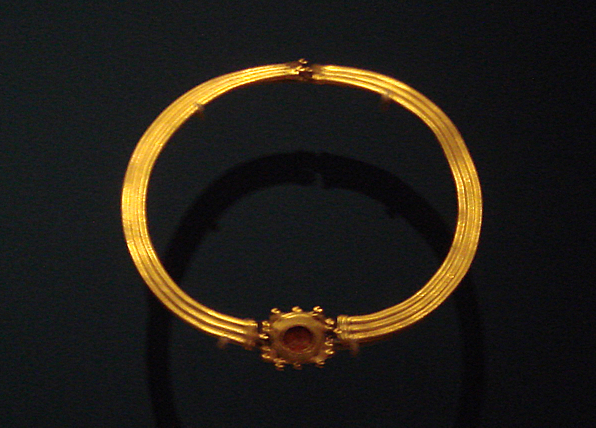
Tesoro de Dalverzin-Tepe (collar), siglo I d. C.

Los arqueólogos de Delverzin Tepe también encontraron numerosas monedas de cobre y oro con imágenes de deidades y reyes barbudos. Las inscripciones están escritas en su mayoría en griego e indio, pero en algunas aparece una lengua desconocida en escritura griega. Las monedas datan de los siglos I al VII d. C.

### Obras de arte budista

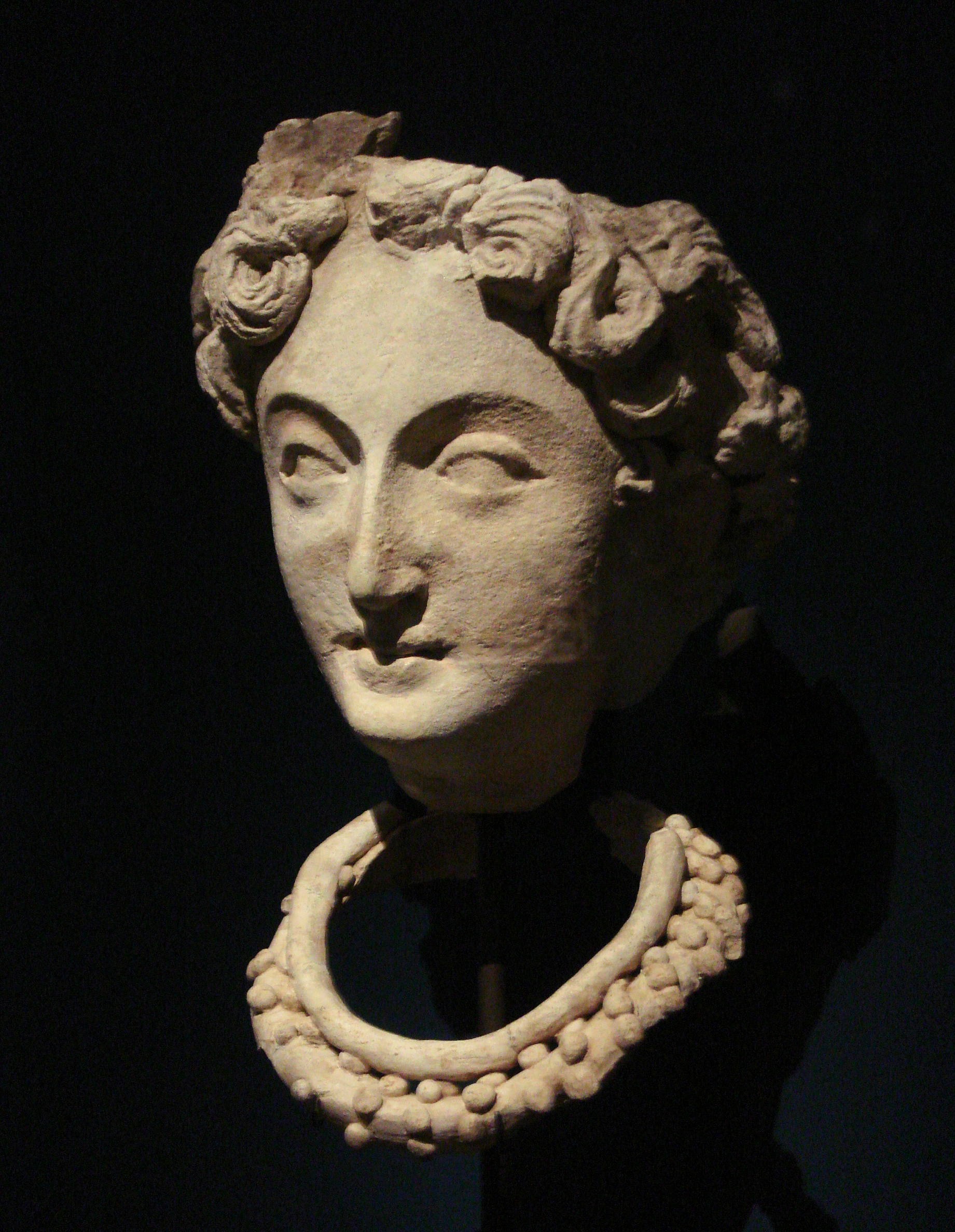
Devata budista, Dalverzin Tepe, siglos - d. C.

En estos dos complejos de templos se descubrieron numerosas esculturas budistas. Muchas de las figuras están vestidas de forma similar a las encontradas en Khalchayan y muestran dos influencias estilísticas distintas, de Gandhara y de la tradición greco-iraní más local. Dos pequeñas figurillas, un elefante y un toro, datan del siglo I o II d.C. Se ha planteado la hipótesis de que se trata de piezas de ajedrez. Se ha planteado la hipótesis de que se trata de piezas de ajedrez: de ser así, son aproximadamente 400 años más antiguas que la fecha que se había supuesto anteriormente para la invención del ajedrez.

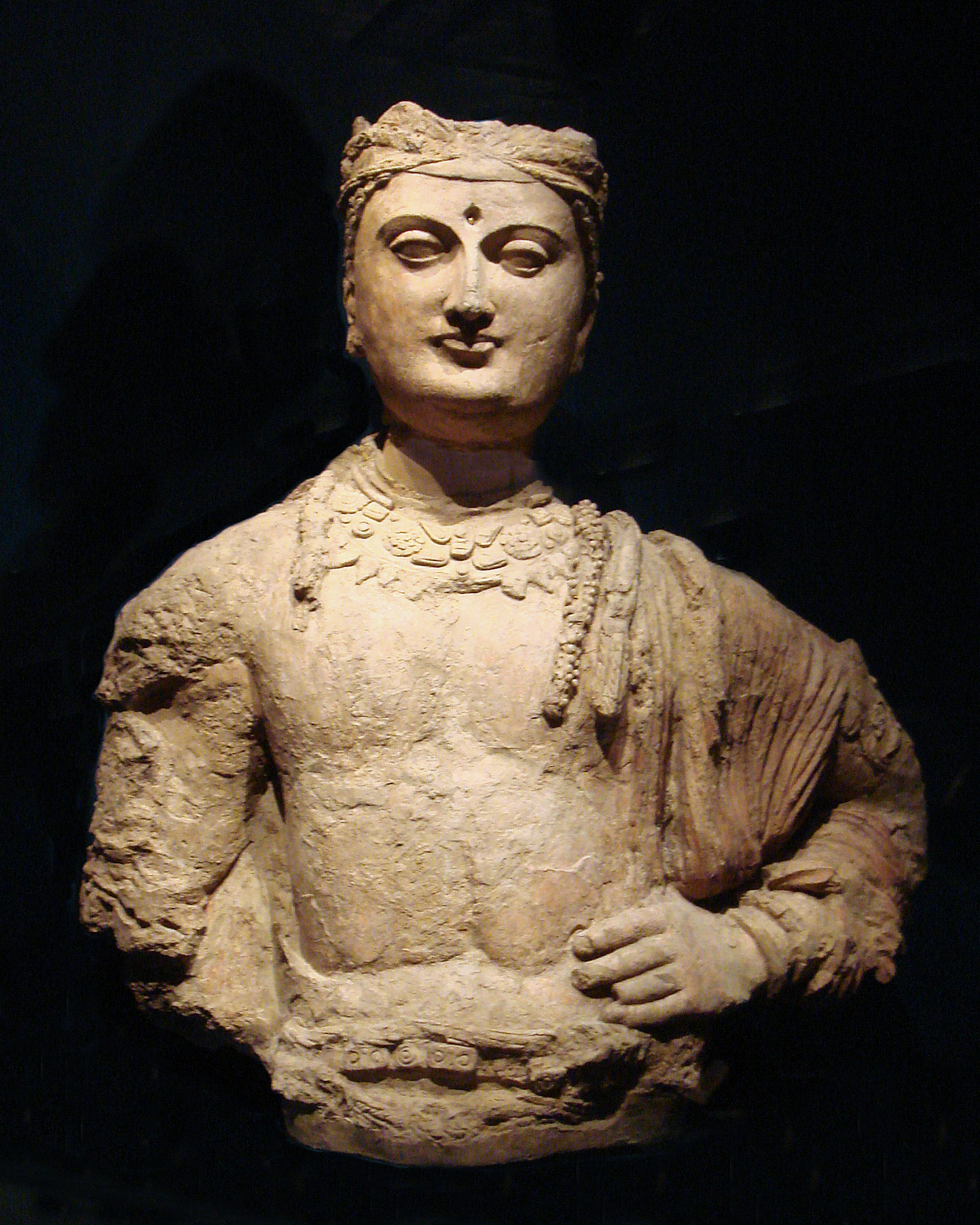
Bodhisattava monumental, de Dalverzin tepe, siglos II-III d. C.
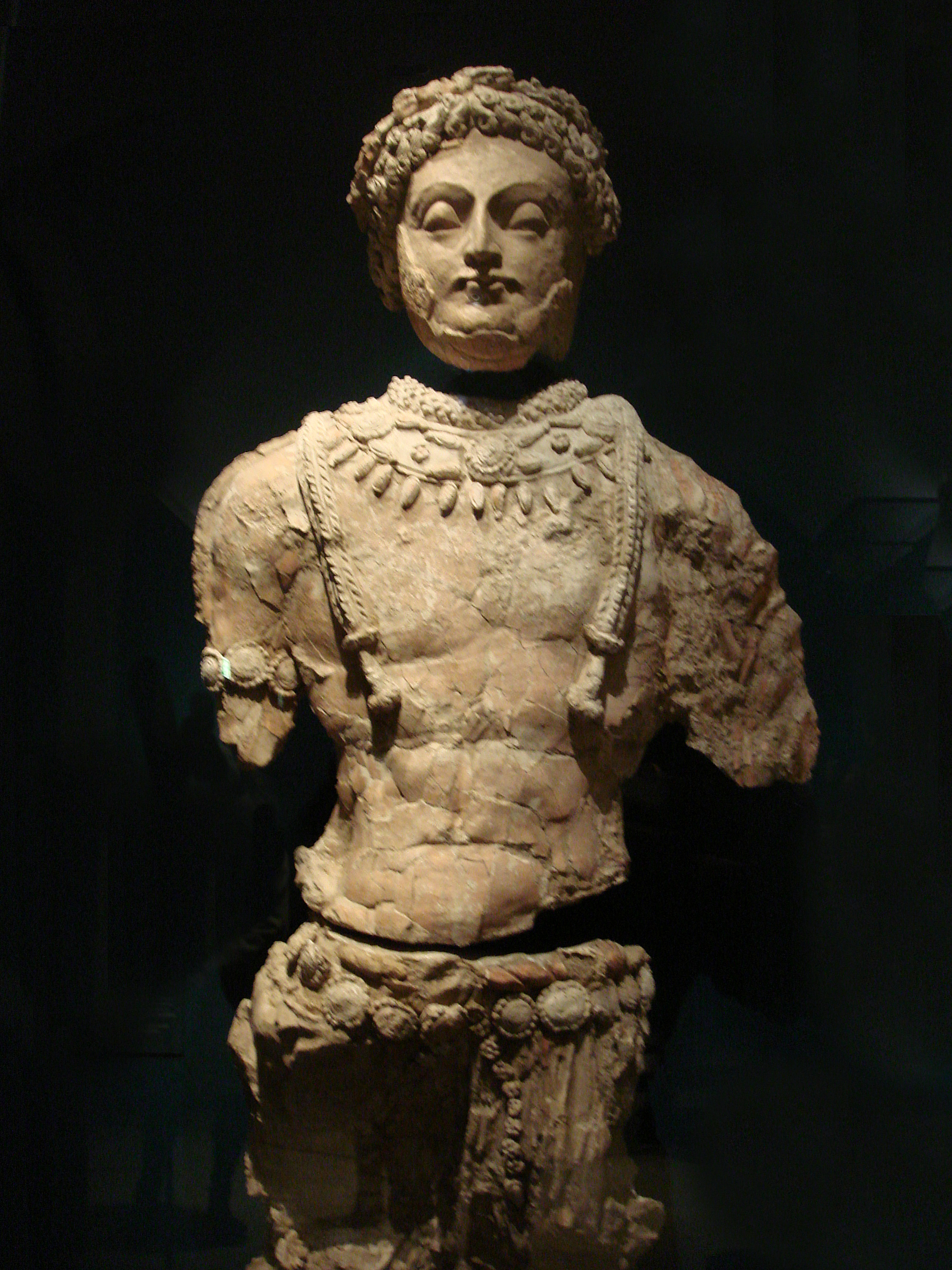
Bodhisattava monumental, de Dalverzin tepe, siglos II-III d. C.
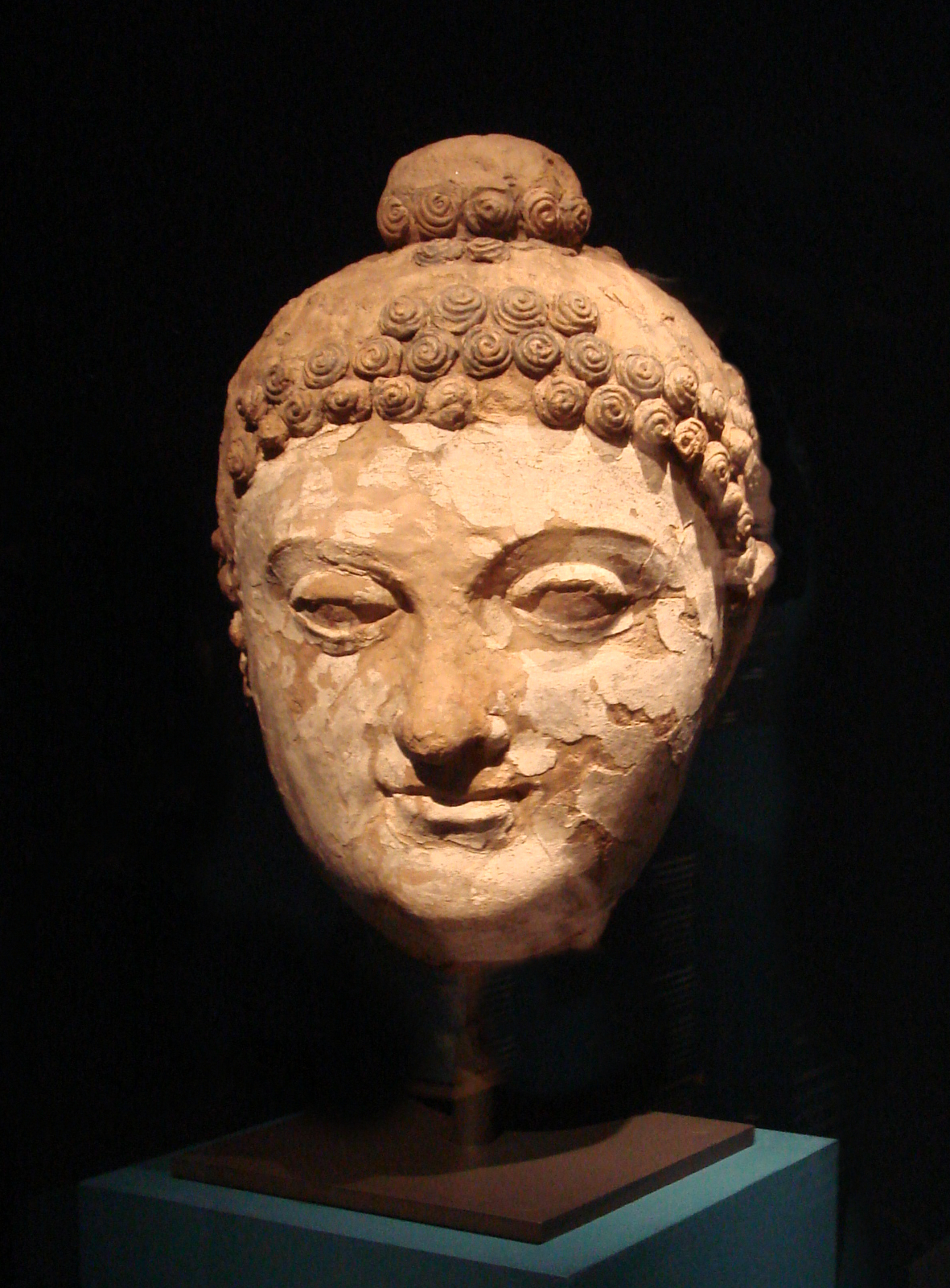
Budha, Dalverzin Tepe.

### Otras obras de arte

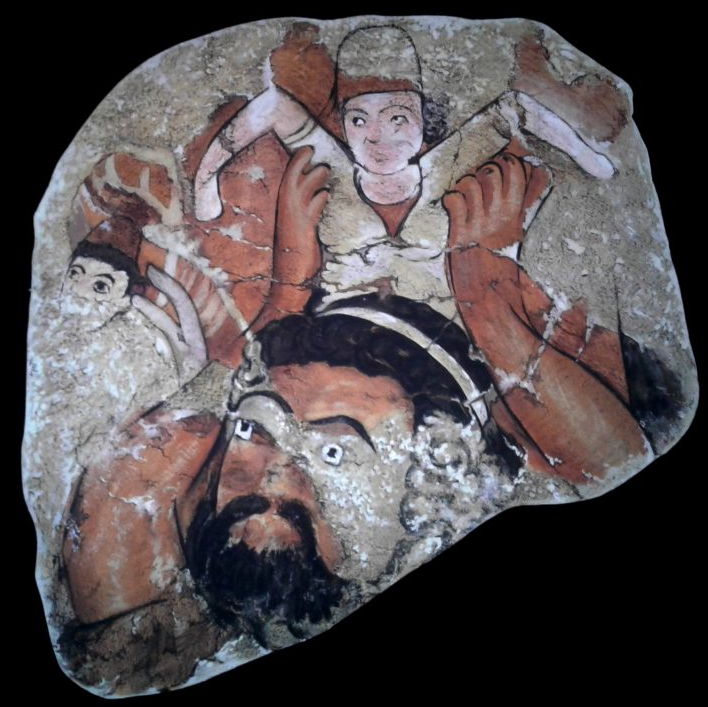
Fresco con escena ritual.
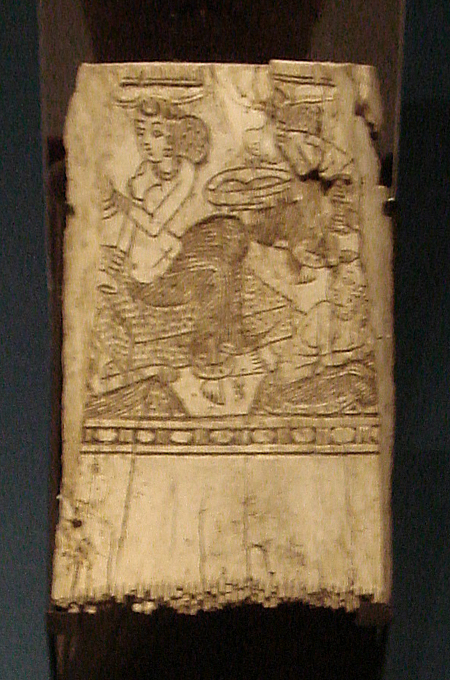
Peine indio de marfil, Dalverzin tepe, siglos II-III d. C.